# Lukas Avendaño
Lukas Avendaño, né en 1977 à Oaxaca, est un artiste, performeur et anthropologue mexicain. Son œuvre se caractérise par l'exploration des rôles de genre, de la muxité, des trajectoires de classe et des conflits raciaux.
Il est également médiatisé pour son combat à la recherche de son frère, enlevé en 2018 et retrouvé mort deux ans plus tard.

## Biographie
Lukas Avendaño est une personne autochtone du Mexique appartenant au peuple zapotèque de la région de l'isthme de Tehuantepec. Il est reconnu comme muxe, troisième genre dans la société zapotèque, et comme la plupart des personnes muxe, il parle de lui-même au masculin (pronom « il/lui »). Il étudie l'anthropologie à l'université Veracruzana de Xalapa. Il se forme aussi comme chorégraphe et danseur.

## Œuvre artistique
L’œuvre performative d'Avendaño mêle la performance et l'essai anthropologique, une exploration à la fois autobiographique et auto-ethnographique de ce qu'il appelle la « muxité » (le fait social total des muxes, un « troisième genre » dans la société zapothèque). Il incorpore également dans son œuvre des éléments d'histoire de la danse et de l'art, en référant notamment un grand nombre de ses interventions artistiques à l'artiste chilien Pedro Lemebel.

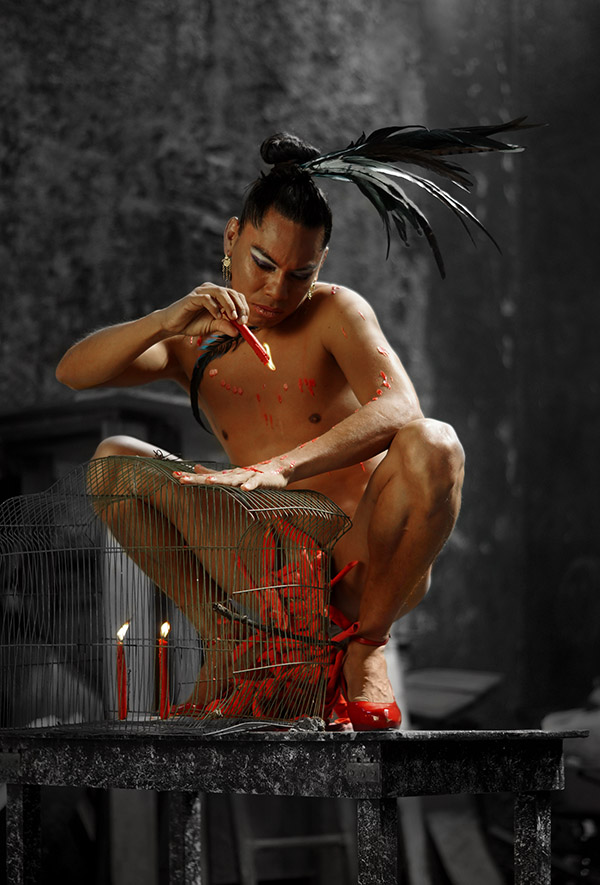
Lukas Avendaño en septembre 2014

L'expérience muxe est pensée par Avendaño comme inséparable de la société zapothèque où elle se déploie. Elle n'est pas tant une « identité de genre » qu'une manière « pour une personne née avec des organes génitaux mâles d'assumer des rôles sociaux, sexuels et affectifs traditionnellement envisagés comme féminins ».

Avendaño explore ce phénomène dans son œuvre, problématisant la structure des rôles fixes qui sont assignés aux femmes et aux hommes. Il aborde notamment ces questions dans Réquiem pour un alcaraván (2012), qui explore les contradictions de la muxité au sein de la culture zapothèque. Comme il le signale lui-même :

« Il y a beaucoup de gens qui ont vécu des situations très désagréables, des gens qui ont été traités avec beaucoup d'inhumanité et qui ont vécu leur vie sans pouvoir être. Quand j'essaie de dire ce qu'est Réquiem para un alcaraván, je dis que c'est un rituel d'expiation pour les putes du monde, celles qui n'ont pas pu vivre dans la plénitude qu'elles auraient souhaitée, celles qui aujourd'hui ne peuvent pas vivre dans la plénitude qu'elles souhaiteraient, celles qui vivront et -espérons que les choses seront différentes- pourront vivre avec cette plénitude d'être ce qu'elles veulent être. »

Avendaño se réclame également d'un usage politique de l'érotisme, une manière de revendiquer et de retourner l'exotisation de la muxité.

### À la recherche de Bruno
Le 10 mai 2018, Bruno Alonso Avendaño Martínez, frère de Lukas, disparaît à l'âge de 35 ans. Sa famille commence immédiatement les recherches, en rendant la disparition publique dès le lendemain. Devant l'inefficacité des autorités, les recherches sont menées principalement par ses proches. Lukas Avendaño utilise la performance pour éveiller les consciences sur les disparitions forcées de personnes autochtones au Mexique : c'est dans ce cadre qu'il conçoit la pièce primée ¿Dónde está Bruno? El mundo al revés. Celle-ci est présentée au consulat mexicain de Barcelone, le 21 juin 2018, à l'occasion d'une résidence artistique d'Avendaño dans cette ville.

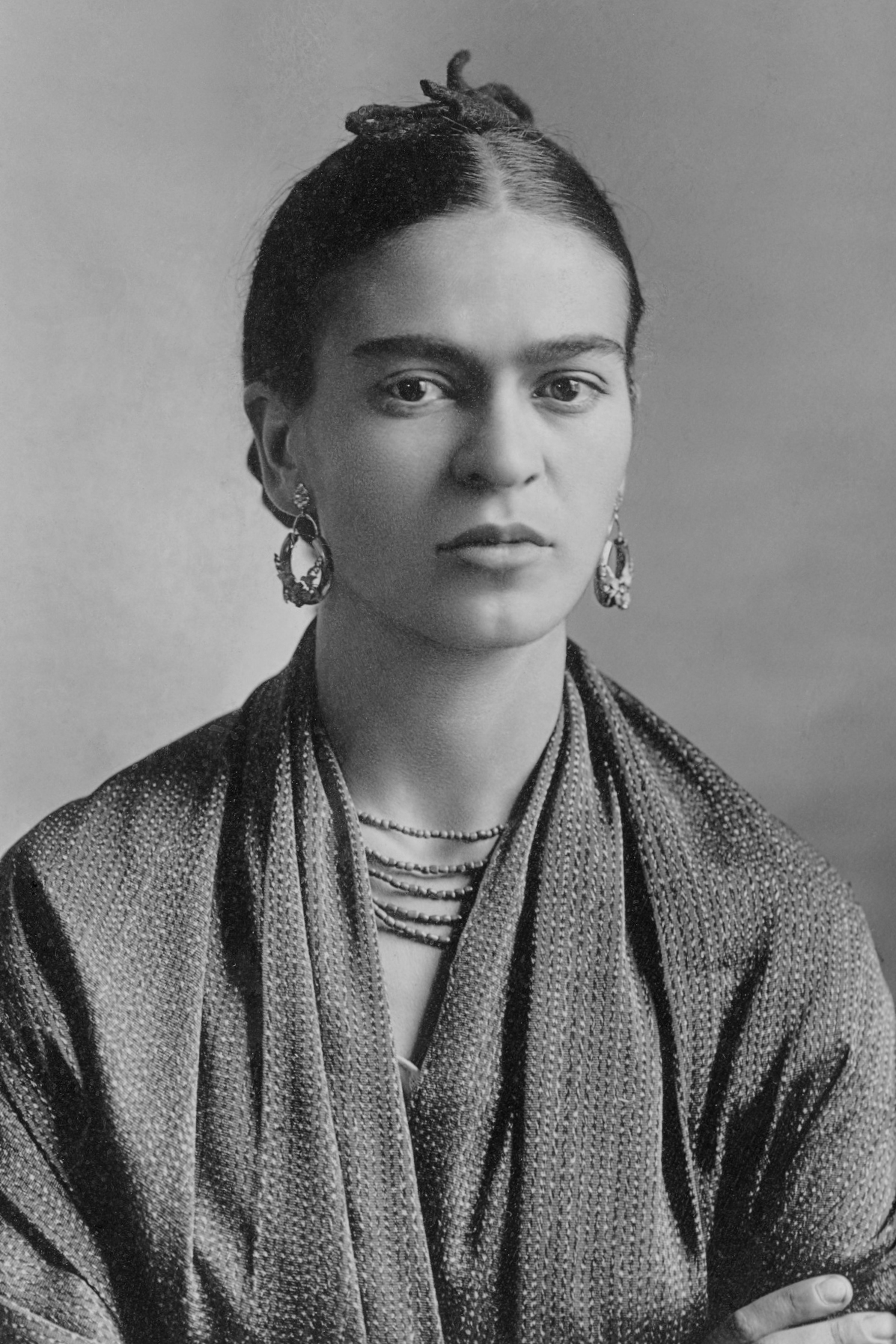
Photographie de l'artiste mexicaine Frida Kahlo, une inspiration importante dans le travail d'Avendaño.

Dans la première partie du spectacle, Avendaño remet une lettre formelle à l'ambassadeur du Mexique où il explique la disparition de son frère et sollicite l'aide du gouvernement mexicain. Dans la deuxième partie du spectacle, qui se déroule devant le consulat, deux chaises sont placées côte à côte : sur l'une d'elles, Avendaño s'assoit, tandis que l'autre reste vide, une manière de représenter l'absence de Bruno. Mais cette absence n'est pas seulement occupée par Bruno : y sont aussi invitées des collègues ou des spectateurs auquel il est demandé de s'habiller comme Avendaño , avec une jupe, un diadème et un châle que l'artiste leur fournit ; à la suite de quoi, ils se tiennent la main, et recréent le tableau des Deux Fridas de Frida Kahlo.

Avendaño fait ainsi usage de la visibilité internationale de son travail pour appeler l'attention sur la disparition de Bruno. Comme il le signale:

« Le seul avantage de Bruno, c'est que je suis son frère. J'ai une visibilité internationale, je peux parler aux journalistes... ma mère et mes frères, issus d'une tradition paysanne, ne pourraient rien faire. Moi, j'ai mon art, avec lequel je veux croire que je peux transformer l'impuissance et la vulnérabilité en une expérience positive. Je veux penser que je peux le faire. Et je vais le faire. Je ne veux pas apparaître comme une victime, car lorsque cela se produit, les structures de pouvoir se réjouissent, car elles vous ont vaincu. Lorsque des passions tristes se nichent dans votre cœur, cela change votre visage et je ne veux pas de cela, ni pour moi, ni pour ma famille. »

— Lukas Avendaño
Depuis la disparition de son frère, Avendaño consacre l'essentiel de son œuvre à la mise en lumière des disparitions au Mexique. En 2019, Avendaño réalise un documentaire intitulé La utopía de la mariposa (L'utopie du papillon), dans lequel il raconte l'histoire des recherches à la suite de la disparition de son frère. Le documentaire a remporté la #prix du public dans la deuxième édition du Festival de cinéma indépendant de la ville de Mexico, et il est aussi présenté au Festival international du film de Morelia. Le 12 novembre 2020, Bruno Avendaño est retrouvé mort dans une fosse clandestine par les autorités de Oaxaca,.

## Liste de performances
- El Corral, 2003[16]
- Madame Gabia, 2005
- Viento del Sur, 2010
- Cuarto creciente, 2010
- Réquiem para un alcaraván, 2012 ; premier spectacle présenté en France, au Musée du Quai Branly en février 2024, à l'invitation de la chorégraphe Bintou Dembélé[17]
- Hómine , 2015[18]
- No soy Persona, soy Mariposa, 2017
- ¿Dónde está Bruno? El mundo al revés, 2018
- Lemniskata, 2022[19]

## Film
- La utopía de la mariposa, 2019[20]

### Documentaires / interviews télévisées
- (es) [vidéo] Terrícoles, « Entrevista a Lukas Avendaño, performer i antropòleg muxe », sur YouTube, juillet 2018
- (es) [vidéo] TV Unam, « Cuerpos Migrantes - LUKAS », sur YouTube, juin 2022

### Films
- [vidéo] TV UNAM, « Lemniskata au Festival CulturaUNAM 2022 », sur YouTube, octobre 2022

### Articles
- Lukas Avendaño (trad. Marlène Borrás), « Une approche à la muxeidad. Queer : non. Queer-po muxe : oui », Goethe Institut,‎ 2018 (lire en ligne).